# South Australian Super League
La SA Super League è stata la massima serie calcistica nello stato dell'Australia meridionale, fondata nel 2005 e sciolta nel 2012.
Ogni stato ha un suo campionato  autonomo alla Hyundai A-League.
Il campionato è composto da 10 club. Nella stagione 2007 vincitori sono stati gli Adelaide City.
Le altre squadre partecipanti sono: Adelaide Galaxy, Blue Eagles, Campbelltown, Cumberland, North Eastern MetroStars, Modbury, Para Hills, Adelaide Raiders, White City.